# Nkum
Nkum es un municipio del departamento de Bui de la región del Noroeste, Camerún. En noviembre de 2005 tenía una población censada de 44 059 habitantes.
Se encuentra ubicado cerca de la frontera con Nigeria.